# Medalla per la Conquesta de Viena
La Medalla per la Conquesta de Viena (Rus: Медаль «За взятие Вены» - Transliterat: Medal "Za vzyatie Veny") és una medalla de la Guerra Ofensiva de la Gran Guerra Patriòtica, creada el 9 de juny de 1945 per Stalin i atorgada a tots els soldats de l'Exèrcit Roig, Marina, Tropes del Ministeri d'Interior (MVD) i Tropes del Comitè de Seguretat de l'Estat (KGB) que van participar en l'Ofensiva de Viena del 16 de març al 13 d'abril de 1945.
Va ser atorgada sobre unes 277.380 vegades (aproximadament).
Penja a l'esquerra del pit, i se situa després de la Medalla per la Conquesta de Königsberg.
El 19 d'abril de 1945, el General d'Exèrcit Hrulev, ordenà al Comitè Tècnic d'Intendència elaborar els projectes de les medalles per la conquesta i l'alliberament de les ciutats fora dels límits de l'URSS. El 24 d'abril ja es presentaren els primers esbossos, i el 30 s'examinaren uns 116 dibuixos. D'entre els projectes escollits el gravador B. Andrianov va fer proves en metall el 3 de maig. L'autor del projecte definitiu va ser la pintora Zvorykina.
Segons decret de 5 de febrer de 1951, un cop traspassava el posseïdor la família es quedava amb la medalla i el seu certificat.

## Disseny
És una medalla de coure de 32mm d'ample amb la inscripció "ЗА ВЗЯТИЕ ВЕНЫ" (Conquesta de Viena) al mig. A sota hi ha una branca de llorer i a la punta superior hi ha una estrella. Al revers hi ha la inscripció 13 АПРЕЛЯ 1945 (13 d'abril de 1945, data del final del combat) sota una estrella de 5 puntes.
Es suspèn sobre un galó pentagonal de 32mm d'ample blau cel amb una franja blau fosc al mig, totes de la mateixa mida.